# Cantó d'Allaire
El cantó d'Allaire (bretó Kanton Alaer) és una divisió administrativa francesa situat al departament d'Ar Mor-Bihan a la regió de Bretanya.

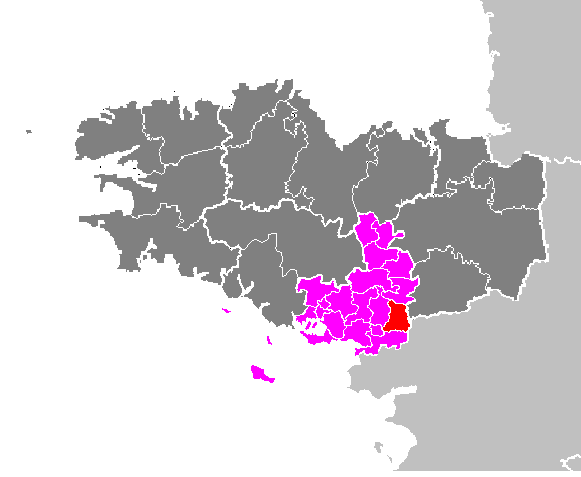
Situació del cantó

## Composició
El cantó aplega 9 comunes :
| Nom francès            | Nom bretó           | Població | km²    | Codi Postal | Codi INSEE |
| Allaire                | Alaer               | 3.188    | 41,74  | 56350       | 56001      |
| Béganne                | Begaon              | 1.307    | 35,50  | 56350       | 56011      |
| Peillac                | Paolieg             | 1.649    | 24,57  | 56220       | 56154      |
| Rieux                  | Reoz                | 2.781    | 27,78  | 56350       | 56194      |
| Saint-Gorgon           | Sant-Gorgon         | 346      | 5,69   | 56350       | 56216      |
| Saint-Jacut-les-Pins   | Sant-Yagu-ar-Bineg  | 1.552    | 22,81  | 56220       | 56221      |
| Saint-Jean-la-Poterie  | Sant-Yann-ar-Wern   | 1.337    | 8,44   | 56350       | 56223      |
| Saint-Perreux          | Sant-Pereg          | 1.041    | 6,23   | 56350       | 56232      |
| Saint-Vincent-sur-Oust | Sant-Visant-an-Oust | 1.096    | 15,66  | 56350       | 56239      |
| Cantó                  | Alaer               | 14.297   | 188,42 | -           | 5601       |

## Evolució demogràfica
| 1962   | 1968   | 1975   | 1982   | 1990   | 1999   |
| ------ | ------ | ------ | ------ | ------ | ------ |
| 11.581 | 11.980 | 12.783 | 13.592 | 14.131 | 14.297 |

## Història
| Data d'elecció                           | Identitat    | Partit        | Qualitat |
| ---------------------------------------- | ------------ | ------------- | -------- |
| 1995-                                    | Yvette Année | Divers droite |          |
| les dades anteriors no són pas conegudes |              |               |          |
|                                          |              |               |          |